# 玉井村 (福島県)
玉井村（たまのいむら）は福島県安達郡にかつてあった村。

## 地理
現在の大玉村の南西部に位置する。

## 歴史

### 村域の変遷
- 1889年（明治22年）4月1日 - 町村制施行により、玉井村が単独で村制を施行し、安達郡玉井村が発足。
- 1955年（昭和30年）3月31日 - 玉井村は大山村と合併し大玉村が発足。玉井村は消滅。

変遷表
| 1868年 以前 | 1868年 以前 | 1889年 4月1日 | 1955年 3月31日 | 現在   |
| ----------- | ----------- | ------------- | -------------- | ------ |
|             | 玉井村      | 玉井村        | 大玉村         | 大玉村 |

## 人口・世帯

### 人口
総数（単位： 人）
| 1889年（明治22年） | 2,630 |
| 1920年（大正9年）  | 3,545 |
| 1947年（昭和22年） | 5,575 |

### 世帯
総数（単位： 世帯）
| 1920年（大正 9年） | 669 |
| 1947年（昭和22年） | 907 |